# Höhne (Wuppertal)

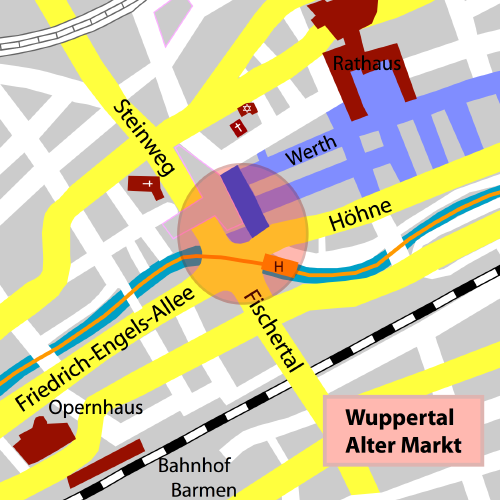
Die Höhne, östlich des Alten Markt

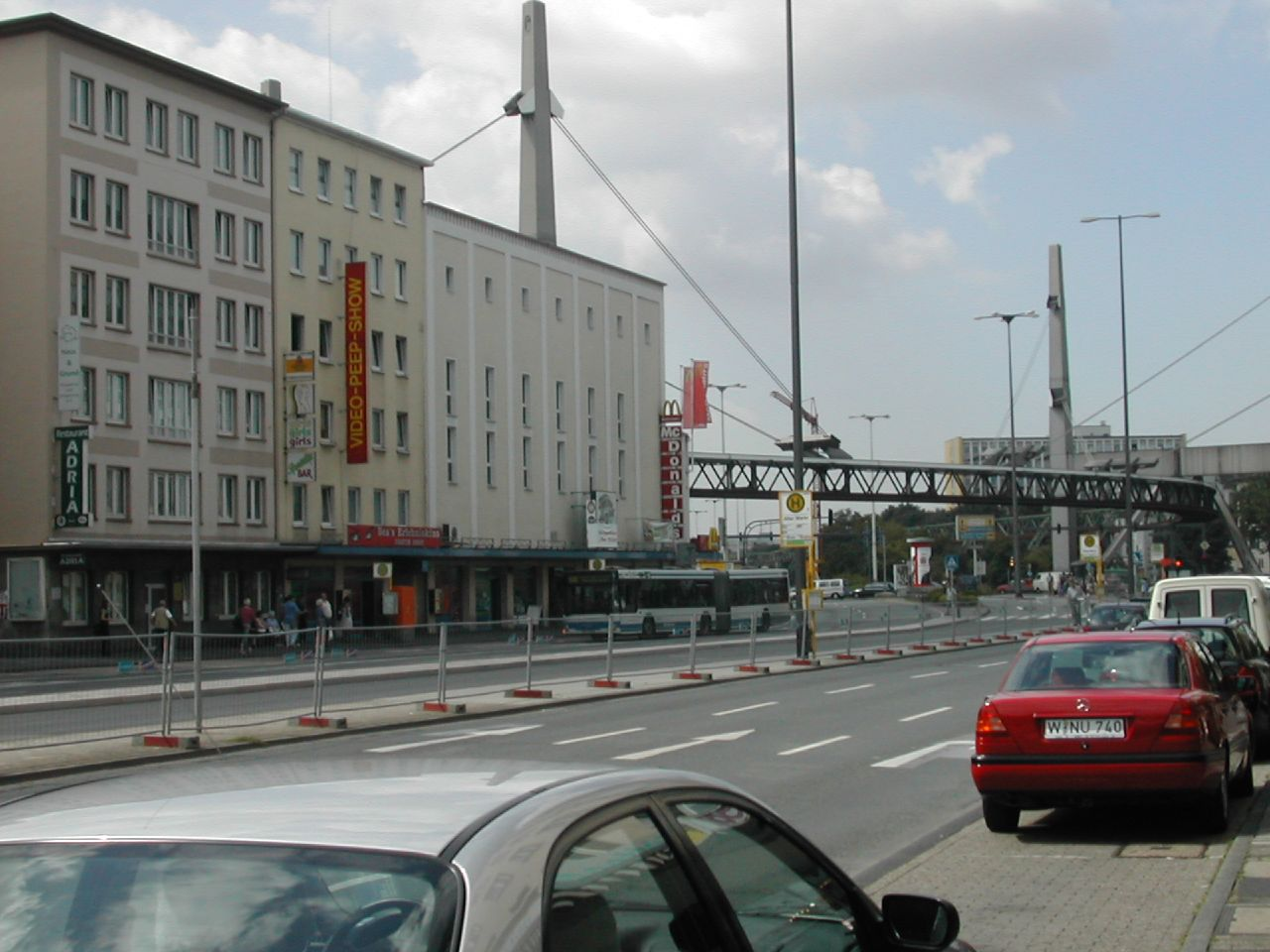
Die Höhne mit Blick in Richtung Alter Markt

Die Höhne ist eine Hauptverkehrsstraße in Wuppertal und ein rund 0,8 Kilometer langes Teilstück der Bundesstraße 7 (B 7). Im Stadtteil Barmen (Stadtbezirk Barmen) verläuft sie von Westen, wo sie an der Kreuzung Alter Markt beginnt. Sie setzt die B 7 von der Friedrich-Engels-Allee aus fort, nach Norden geht am Alten Markt der Steinweg und nach Süden die Straße Fischertal ab. Im Osten endet sie und geht in die Berliner Straße über. Vom Beginn an bis zum Ende an der Werther Brücke verläuft sie parallel zur Wupper.

## Geschichte
Die Straße wurde 1935 in den heutigen Namen umbenannt, indem man die Straßen Karlstraße, Neustadtstraße und die Höhnestraße zusammenfasste. Die Höhnestraße hieß auch zeitweise Höhnenstraße und davor In den Höhen. Die Karstraße wurde zu früherer Zeit Carlstraße geschrieben. Der Ursprung des Namens Höhne ist von Höhe abzuleiten, also einem Weg, der etwas höher als die Wupperaue lag.
Die Höhnestraße und Karstraße sind aus den älteren Wegen entstanden. 1738 wird auf einer Karte der Weg als Fuhrweg bezeichnet, der von der Wupper ins Märkische hinaufgeht.
Der Ausbau und die Begradigung der B 7 und damit der Höhne erfolgten 1952. Zuvor wurden bei dem Luftangriff auf Barmen 1943 zahlreiche mit Schiefer bedeckte Fachwerkhäuser in dem dicht bebauten, kurvenreichen Straßenzug zerstört.

## Bauwerke
In der sogenannten Lichtburg (Höhne 2 und 4), die früher ein Kino war und nun Teil einer Filiale einer Fastfood-Gastronomie ist, hat das Tanztheater Pina Bausch seine Probenräume.